# Kauman (Pekalongan Timur)
Kauman is een bestuurslaag in het regentschap Pekalongan van de provincie Midden-Java, Indonesië. Kauman telt 1795 inwoners (volkstelling 2010).